# Rene Almeling
Rene Almeling est une sociologue américaine. Elle croise genre et médecine. Elle est la première à s'intéresser à la méconnaissance des organes génitaux masculins et à l'histoire de l'andrologie.

## Biographie
Rene Almeling obtient un bachelor en études de genre en 1998, à l'université Rice à Houston. En 2008, elle soutient une thèse de sociologie à l'université de Californie à Los Angeles. Depuis 2017, elle est professeure agrégée de sociologie, de santé publique et de médecine à l'Université de Yale. Elle examine de quelles manières les corps biologiques et les normes culturelles interagissent pour influencer les connaissances scientifiques, les marchés médicaux et les expériences individuelles.  
En 2011, elle publie Sex Cells, une étude du marché américain des donneuses d'ovules et des donneurs de spermatozoïdes. 
En 2020, elle publie GUYnecology. Cet ouvrage mêle histoire de la médecine, études de genre et enquête sociologique sur l'andrologie et la méconnaissance des organes génitaux masculins. La gynécologie est née au XIXe siècle. L'andrologie fait ses débuts à la fin des années 60, à l'initiative de Carl Schirren dermatologue allemand. Ce décalage est surprenant car la recherche médicale a considéré pendant longtemps que le corps masculin était la référence : femmes et minorités raciales étaient exclues des essais cliniques.

## Publications
- (en) Sex Cells: The Medical Market for Eggs and Sperm, Los Angeles, University of California Press, 2011, 240 p. (ISBN 9780520270961)
- (en) GUYnecology: The Missing Science of Men’s Reproductive Health, Los Angeles, University of California Press, 2020

## Distinctions
- Diana Forsythe Prize for the best book
- Arthur Greer Memorial Prize for Outstanding Scholarly Research